# Eduardo Piccinini
Eduardo Beca Piccinini (Manaus, 17 de abril de 1968) é um nadador brasileiro.
Atualmente reside no Arizona, nos Estados Unidos, e seu nome ilustra a Copa Amazonas de Natação.

## Trajetória esportiva
Piccinini participou dos Jogos Pan-Americanos de 1991 em Havana, onde obteve a medalha de bronze nos 100 metros borboleta.
Nos Jogos Olímpicos de Verão de 1992 em Barcelona, Piccinini ficou em 18º lugar nos 100 metros borboleta, e 15º lugar nos 200 metros borboleta.
Participou do Campeonato Mundial de Esportes Aquáticos de 1994 em Roma, onde ficou em 25º lugar nos 100 metros borboleta, e 26º nos 200 metros borboleta. 
Nos Jogos Pan-Americanos de 1995 em Mar del Plata, foi medalha de prata nos 100 metros borboleta e nos 4x100 metros livre. Na prova dos 4x100 metros medley, ganhou a medalha de prata batendo o recorde sul-americano da prova, com a marca de 3m43s93, junto com Gustavo Borges, Rogério Romero e Oscar Godoi.

### Recordes
Piccinini é o ex-detentor dos seguintes recordes:
Piscina olímpica (50 metros)
- Ex-recordista sul-americano dos 4x100 metros medley: 3m43s93, obtidos em 1995, com Gustavo Borges, Rogério Romero e Oscar Godói[6]